# Bóng đá tại Đại hội Thể thao châu Á 1994
Bóng đá tại Đại hội Thể thao châu Á 1994 được tổ chức Hiroshima, Nhật Bản từ 1 đến 17 tháng 10 năm 1994.
Hai đại diện của bóng đá nữ tại đại hội này giành quyền tham dự giải vô địch bóng đá nữ thế giới 1995 là Trung Quốc và Nhật Bản.

## Tổng kết huy chương

### Bảng huy chương
| 1         | Trung Quốc (CHN)        | 1 | 1 | 0 | 2 |
| 2         | Uzbekistan (UZB)        | 1 | 0 | 0 | 1 |
| 3         | Nhật Bản (JPN)          | 0 | 1 | 0 | 1 |
| 4         | Đài Bắc Trung Hoa (TPE) | 0 | 0 | 1 | 1 |
| 4         | Kuwait (KUW)            | 0 | 0 | 1 | 1 |
| Tổng cộng | Tổng cộng               | 2 | 2 | 2 | 6 |

### Danh sách huy chương
| Nội dung | Vàng             | Bạc              | Đồng                    |
| -------- | ---------------- | ---------------- | ----------------------- |
| Nam      | Uzbekistan (UZB) | Trung Quốc (CHN) | Kuwait (KUW)            |
| Nữ       | Trung Quốc (CHN) | Nhật Bản (JPN)   | Đài Bắc Trung Hoa (TPE) |

## Nam
Danh sách các đội tuyển nam tham dự ASIAD 1994 tính đến ngày 1 tháng 6 năm 1994.

Bảng A:  Iran,  Uzbekistan,  Bahrain,  Oman,  Yemen

Bảng B:  UAE,  Thái Lan,  Turkmenistan,  Ấn Độ,  Mông Cổ

Bảng C:  Hàn Quốc,  Trung Quốc,  Kazakhstan,  Indonesia

Bảng D:  Ả Rập Xê Út,  Kuwait,  Hồng Kông,  Nepal

Bảng E:  Nhật Bản,  Qatar,  Myanmar,  Brunei
Vào ngày 16 tháng 9, một tháng trước khi khởi tranh, các đội  Kazakhstan,  Ấn Độ,  Indonesia,  Mông Cổ, và  Brunei bỏ cuộc. Hai đội ( Malaysia và  Palestine) được thay thế.

Bảng A:  Iran,  Yemen,  Bahrain,  Turkmenistan,  Trung Quốc

Bảng B:  Ả Rập Xê Út,  Thái Lan,  Malaysia,  Hồng Kông,  Uzbekistan

Bảng C:  Hàn Quốc,  Kuwait,  Oman,  Nepal,  Palestine

Bảng D:  Nhật Bản,  Qatar,  Myanmar,  UAE

Tuy nhiên,  Palestine đã rút lui vào phút chót.

## Chi tiết

### Nam

#### Vòng bảng

##### Bảng A
| Đội          | Số trận | Thắng | Hòa | Thua | Bàn thắng | Bàn thua | Hiệu số | Điểm |
| ------------ | ------- | ----- | --- | ---- | --------- | -------- | ------- | ---- |
| Trung Quốc   | 4       | 3     | 1   | 0    | 10        | 4        | +6      | 10   |
| Turkmenistan | 4       | 1     | 3   | 0    | 9         | 5        | +4      | 6    |
| Iran         | 4       | 1     | 2   | 1    | 5         | 2        | +3      | 5    |
| Bahrain      | 4       | 1     | 2   | 1    | 6         | 5        | +1      | 5    |
| Yemen        | 4       | 0     | 0   | 4    | 0         | 14       | −14     | 0    |

| Turkmenistan                         | 2–2 | Trung Quốc                               |
| ------------------------------------ | --- | ---------------------------------------- |
| Nurmuradov 6' · Seydiyev 89' (ph.đ.) |     | Cao Phong 9' · Cao Trung Tấn 69' (ph.đ.) |

| Yemen | 0–2 | Bahrain           |
| ----- | --- | ----------------- |
|       |     | Al-Hammadi · Saad |

| Trung Quốc                                                          | 4–0 | Yemen |
| ------------------------------------------------------------------- | --- | ----- |
| Cao Phong 10' · Lý Băng 15' · Bành Vĩ Quốc 21' · Tào Tường Đông 82' |     |       |

| Iran | 0–0 | Bahrain |
| ---- | --- | ------- |
|      |     |         |

| Bahrain          | 2–3 | Trung Quốc                         |
| ---------------- | --- | ---------------------------------- |
| Darwish 33', 65' |     | Bành Vĩ Quốc 2' · Lý Tiêu 30', 50' |

| Iran       | 1–1 | Turkmenistan |
| ---------- | --- | ------------ |
| 68' (l.n.) |     | Mukhadov 62' |

| Iran | 0–1 | Trung Quốc      |
| ---- | --- | --------------- |
|      |     | Hồ Chí Quân 70' |

| Yemen | 0–4 | Turkmenistan                          |
| ----- | --- | ------------------------------------- |
|       |     | Mukhadov 20', 55', 85' · Seydiyev 30' |

| Bahrain                     | 2–2 | Turkmenistan          |
| --------------------------- | --- | --------------------- |
| Al-Doseri 6' · Marzouqi 21' |     | Annadurdiyev 54', 89' |

| Iran                                       | 4–0 | Yemen |
| ------------------------------------------ | --- | ----- |
| Pious · Shahmohammadi · Moharrami · Manafi |     |       |

##### Bảng B
| Đội         | Số trận | Thắng | Hòa | Thua | Bàn thắng | Bàn thua | Hiệu số | Điểm |
| ----------- | ------- | ----- | --- | ---- | --------- | -------- | ------- | ---- |
| Uzbekistan  | 4       | 4     | 0   | 0    | 15        | 5        | +10     | 12   |
| Ả Rập Xê Út | 4       | 3     | 0   | 1    | 9         | 8        | +1      | 9    |
| Malaysia    | 4       | 1     | 1   | 2    | 6         | 11       | −5      | 4    |
| Hồng Kông   | 4       | 1     | 0   | 3    | 6         | 8        | −2      | 3    |
| Thái Lan    | 4       | 0     | 1   | 3    | 8         | 12       | −4      | 1    |

| Ả Rập Xê Út   | 1–4 | Uzbekistan                                    |
| ------------- | --- | --------------------------------------------- |
| Al-Johani 90' |     | Lebedev 14' · Qosimov 23' · Shkvyrin 25', 43' |

| Malaysia                                                   | 4 – 3 | Hồng Kông                      |
| ---------------------------------------------------------- | ----- | ------------------------------ |
| Abu Haniffah 48' · Adnan 53' · Thanasegar 80' · Salleh 88' |       | Bredbury 77', 79', 89' (ph.đ.) |

| Thái Lan       | 1–2 | Hồng Kông                         |
| -------------- | --- | --------------------------------- |
| Chalermsan 67' |     | Lam Hung Lun 50' · Lee Kin Wo 76' |

| Uzbekistan                                           | 5–0 | Malaysia |
| ---------------------------------------------------- | --- | -------- |
| Fyodorov 24' · Durmonov 31', 44' · Shkvyrin 78', 83' |     |          |

| Hồng Kông | 0–1 | Uzbekistan     |
| --------- | --- | -------------- |
|           |     | Abduraimov 20' |

| Thái Lan            | 2–4 | Ả Rập Xê Út                           |
| ------------------- | --- | ------------------------------------- |
| Chalermsan 82', 89' |     | Al-Oromi 9', 37' · Al-Johani 60', 89' |

| Thái Lan                                                       | 4–5 | Uzbekistan                                          |
| -------------------------------------------------------------- | --- | --------------------------------------------------- |
| Ornsomchit 27', 67' · Phanpraphast 83' · Damrong-Ongtrakul 88' |     | Maksudov 17', 45' · Shkvyrin 40' · Qosimov 85', 90' |

| Malaysia   | 1–2 | Ả Rập Xê Út                         |
| ---------- | --- | ----------------------------------- |
| Salleh 44' |     | Al-Oromi 4' · Zubromawi 71' (ph.đ.) |

| Hồng Kông    | 1–2 | Ả Rập Xê Út                   |
| ------------ | --- | ----------------------------- |
| Bredbury 27' |     | Al-Shenaif 75' · Al-Qanat 87' |

| Thái Lan      | 1–1 | Malaysia         |
| ------------- | --- | ---------------- |
| Senamuang 23' |     | Abu Haniffah 26' |

##### Bảng C
| Đội      | Số trận | Thắng | Hòa | Thua | Bàn thắng | Bàn thua | Hiệu số | Điểm |
| -------- | ------- | ----- | --- | ---- | --------- | -------- | ------- | ---- |
| Kuwait   | 3       | 2     | 1   | 0    | 11        | 2        | +9      | 7    |
| Hàn Quốc | 3       | 2     | 0   | 1    | 13        | 2        | +11     | 6    |
| Oman     | 3       | 1     | 1   | 1    | 4         | 4        | 0       | 4    |
| Nepal    | 3       | 0     | 0   | 3    | 0         | 20       | −20     | 0    |

| Hàn Quốc                                                                                       | 11–0 | Nepal |
| ---------------------------------------------------------------------------------------------- | ---- | ----- |
| Ha Seok-Ju 9', 55' · Hwang Sun-Hong 15', 21', 29', 39', 43', 64', 82', 86' · Ko Jeong-Woon 35' |      |       |

| Kuwait                     | 2–2 | Oman               |
| -------------------------- | --- | ------------------ |
| Al-Shammari · Sulaiman 90' |     | Khamis · Abdelnoor |

| Kuwait           | 8–0 | Nepal |
| ---------------- | --- | ----- |
| Marwi · Sulaiman |     |       |

| Hàn Quốc                             | 2–1 | Oman          |
| ------------------------------------ | --- | ------------- |
| Humaid 14' (og) · Hwang Sun-Hong 49' |     | Abdelnoor 84' |

| Hàn Quốc | 0–1 | Kuwait       |
| -------- | --- | ------------ |
|          |     | Salboukh 73' |

| Oman | 1–0 | Nepal |
| ---- | --- | ----- |
|      |     |       |

##### Bảng D
| Đội      | Số trận | Thắng | Hòa | Thua | Bàn thắng | Bàn thua | Hiệu số | Điểm |
| -------- | ------- | ----- | --- | ---- | --------- | -------- | ------- | ---- |
| Nhật Bản | 3       | 1     | 2   | 0    | 7         | 2        | +5      | 5    |
| UAE      | 3       | 1     | 2   | 0    | 5         | 3        | +2      | 5    |
| Qatar    | 3       | 0     | 3   | 0    | 5         | 5        | 0       | 3    |
| Myanmar  | 3       | 0     | 1   | 2    | 2         | 9        | −7      | 1    |

| Qatar                         | 2–2 | Myanmar                           |
| ----------------------------- | --- | --------------------------------- |
| Salem 44' (ph.đ.) · Soufi 57' |     | Win Aung 81' · Aung Tin Myint 83' |

| Nhật Bản          | 1–1 | UAE           |
| ----------------- | --- | ------------- |
| Miura 67' (ph.đ.) |     | Al-Talyani 3' |

| Myanmar | 0–2 | UAE                 |
| ------- | --- | ------------------- |
|         |     | Al-Talyani 43', 58' |

| Nhật Bản   | 1–1 | Qatar      |
| ---------- | --- | ---------- |
| Takagi 56' |     | Khamis 21' |

| UAE                     | 2–2 | Qatar         |
| ----------------------- | --- | ------------- |
| Khamis · Al-Talyani 78' |     | Salem · Soufi |

| Nhật Bản                                                                   | 5–0 | Myanmar |
| -------------------------------------------------------------------------- | --- | ------- |
| Hashiratani 37' · Takagi 53' · Iwamoto 81' · Kitazawa 86' · Sawanobori 88' |     |         |

#### Vòng đấu loại trực tiếp
|  | Tứ kết        | Tứ kết      |             |   | Bán kết               | Bán kết               |  |  | Tranh huy chương vàng | Tranh huy chương vàng |
|  |               |             |             |   |                       |                       |  |  |                       |                       |
|  | 11 tháng 10   |             |             |   |                       |                       |  |  |                       |                       |
|  |               |             |             |   |                       |                       |  |  |                       |                       |
|  | Trung Quốc    | 2           |             |   |                       |                       |  |  |                       |                       |
|  | Trung Quốc    | 2           | 13 tháng 10 |   |                       |                       |  |  |                       |                       |
|  | Ả Rập Xê Út   | 0           |             |   |                       |                       |  |  |                       |                       |
|  | Ả Rập Xê Út   | 0           | Trung Quốc  | 2 |                       |                       |  |  |                       |                       |
|  | 11 tháng 10   |             | Trung Quốc  | 2 |                       |                       |  |  |                       |                       |
|  |               | Kuwait      | 0           |   |                       |                       |  |  |                       |                       |
|  | Kuwait (h.p.) | Kuwait      | 0           | 2 |                       |                       |  |  |                       |                       |
|  | Kuwait (h.p.) |             | 16 tháng 10 | 2 |                       |                       |  |  |                       |                       |
|  | UAE           | 1           |             |   |                       |                       |  |  |                       |                       |
|  | UAE           | 1           | Trung Quốc  | 2 |                       |                       |  |  |                       |                       |
|  | 11 tháng 10   |             | Trung Quốc  | 2 |                       |                       |  |  |                       |                       |
|  |               | Uzbekistan  | 4           |   |                       |                       |  |  |                       |                       |
|  | Uzbekistan    | Uzbekistan  | 4           | 3 |                       |                       |  |  |                       |                       |
|  | Uzbekistan    | 13 tháng 10 |             | 3 |                       |                       |  |  |                       |                       |
|  | Turkmenistan  | 0           |             |   |                       |                       |  |  |                       |                       |
|  | Turkmenistan  | 0           | Uzbekistan  | 1 |                       |                       |  |  |                       |                       |
|  | 11 tháng 10   |             | Uzbekistan  | 1 |                       |                       |  |  |                       |                       |
|  |               | Hàn Quốc    | 0           |   | Tranh huy chương đồng | Tranh huy chương đồng |  |  |                       |                       |
|  | Nhật Bản      | Hàn Quốc    | 0           | 2 | Tranh huy chương đồng | Tranh huy chương đồng |  |  |                       |                       |
|  | Nhật Bản      |             | 15 tháng 10 | 2 |                       |                       |  |  |                       |                       |
|  | Hàn Quốc      | 3           |             |   |                       |                       |  |  |                       |                       |
|  | Hàn Quốc      | 3           | Kuwait      | 2 |                       |                       |  |  |                       |                       |
|  |               |             |             |   |                       |                       |  |  |                       |                       |
|  | Hàn Quốc      | 1           |             |   |                       |                       |  |  |                       |                       |
|  | Hàn Quốc      | 1           |             |   |                       |                       |  |  |                       |                       |

##### Tứ kết
| Nhật Bản              | 2–3 | Hàn Quốc                                            |
| --------------------- | --- | --------------------------------------------------- |
| Miura 31' · Ihara 86' |     | Yoo Sang-Chul 52' · Hwang Sun-Hong 78', 90' (ph.đ.) |

| Kuwait                      | 2–1 (s.h.p.) | UAE            |
| --------------------------- | ------------ | -------------- |
| Jarallah 50' · Sulaiman 95' |              | Al-Talyani 90' |

| Uzbekistan                                 | 3–0 | Turkmenistan |
| ------------------------------------------ | --- | ------------ |
| Shkvyrin 14', 33' · Abduraimov 20' (ph.đ.) |     |              |

| Trung Quốc                      | 2–0 | Ả Rập Xê Út |
| ------------------------------- | --- | ----------- |
| Tào Tiên Đông 78' · Lý Tiểu 90' |     |             |

##### Bán kết
| Trung Quốc                     | 2–0 | Kuwait |
| ------------------------------ | --- | ------ |
| Lý Băng 15' · Bành Vĩ Quốc 84' |     |        |

| Uzbekistan     | 1–0 | Hàn Quốc |
| -------------- | --- | -------- |
| Abduraimov 65' |     |          |

##### Tranh huy chương đồng
| Kuwait                     | 2–1 | Hàn Quốc        |
| -------------------------- | --- | --------------- |
| Sulaiman 8' · Al-Ahmad 20' |     | Seo Jung-Won 5' |

##### Tranh huy chương vàng
| Trung Quốc                    | 2–4 | Uzbekistan                                                       |
| ----------------------------- | --- | ---------------------------------------------------------------- |
| Hồ Chí Quân 18' · Lý Băng 50' |     | Skhvyrin 2' · Lebedev 9' · Abduraimov 47' (ph.đ.) · Maksudov 81' |

#### Huy chương vàng
| Vô địch Bóng đá nam Asiad 1994 Uzbekistan Lần thứ nhất |

### Nữ

#### Vòng bảng
| Đội               | Số trận | Thắng | Hòa | Thua | Bàn thắng | Bàn thua | Hiệu số | Điểm |
| ----------------- | ------- | ----- | --- | ---- | --------- | -------- | ------- | ---- |
| Nhật Bản          | 3       | 2     | 1   | 0    | 9         | 1        | +8      | 7    |
| Trung Quốc        | 3       | 2     | 1   | 0    | 8         | 1        | +7      | 7    |
| Đài Bắc Trung Hoa | 3       | 1     | 0   | 2    | 2         | 8        | −6      | 3    |
| Hàn Quốc          | 3       | 0     | 0   | 3    | 0         | 9        | −9      | 0    |

| Đài Bắc Trung Hoa | 0–5 | Trung Quốc |
| ----------------- | --- | ---------- |
|                   |     |            |

| Nhật Bản | 5–0 | Hàn Quốc |
| -------- | --- | -------- |
|          |     |          |

| Đài Bắc Trung Hoa | 0–3 | Nhật Bản |
| ----------------- | --- | -------- |
|                   |     |          |

| Trung Quốc | 2–0 | Hàn Quốc |
| ---------- | --- | -------- |
|            |     |          |

| Đài Bắc Trung Hoa | 2–0 | Hàn Quốc |
| ----------------- | --- | -------- |
|                   |     |          |

| Trung Quốc | 1–1 | Nhật Bản |
| ---------- | --- | -------- |
|            |     |          |

#### Tranh huy chương vàng
| Nhật Bản | 0–2 | Trung Quốc                        |
| -------- | --- | --------------------------------- |
|          |     | Trần Ngọc Phong 21' · Tôn Văn 47' |

### Huy chương vàng
| Vô địch Bóng đá nữ Asiad 1994 Trung Quốc Lần thứ hai |